# 1959年のイギリスサルーンカー選手権
1959年のイギリスサルーンカー選手権 (1959 BRSCC British Saloon Car Championship) は、イギリスサルーンカー選手権の2年目のシーズン。3月30日のグッドウッド・サーキットで開幕し、8月29日のブランズ・ハッチまで7ラウンドで争われた。ジェフ・アーレンがタイトルを獲得し、彼のドライブしたクラスCのフォード・ゼファーがシーズンを支配した 。

## 開催カレンダーと優勝者
複数クラスの混走による総合優勝者は太字
| ラウンド | ラウンド | サーキット                                     | 開催日  | クラス A 優勝者            | クラス B 優勝者          | クラス C 優勝者    | クラス D 優勝者      |
| -------- | -------- | ---------------------------------------------- | ------- | -------------------------- | ------------------------ | ------------------ | -------------------- |
| 1        | 1        | グッドウッド・サーキット                       | 3月30日 | ジョージ「ドク」シェパード | レス・レストン           | ジェフ・アーレン   | アイヴァー・ビューブ |
| 2        | 2        | エイントリー・モーターレーシング・サーキット   | 4月18日 | ジョージ「ドク」シェパード | レス・レストン           | ジェフ・アーレン   | アイヴァー・ビューブ |
| 3        | 3        | シルバーストン・サーキット                     | 5月2日  | ジョージ「ドク」シェパード | グンナー・アンダーソン   | ピーター・ブロンド | アイヴァー・ビューブ |
| 4        | A        | クリスタル・パレス                             | 5月18日 | ジェフ・ウィリアムソン     | レス・レストン           | 開催せず           | 開催せず             |
| 4        | B        | グッドウッド・サーキット                       | 5月18日 | 開催せず                   | 開催せず                 | ジェフ・アーレン   | ガウェイン・ベイリー |
| 5        | 5        | スネッタートン・モーターレーシング・サーキット | 6月14日 | ジョージ「ドク」シェパード | ピーター・ピルズワース   | ジェフ・アーレン   | ガウェイン・ベイリー |
| 6        | A        | ブランズ・ハッチ                               | 8月3日  | ジェフ・ウィリアムソン     | 開催せず                 | 開催せず           | 開催せず             |
| 6        | B        | ブランズ・ハッチ                               | 8月3日  | 開催せず                   | レス・レストン           | ジェフ・アーレン   | ガウェイン・ベイリー |
| 7        | A        | ブランズ・ハッチ                               | 8月29日 | ジェフ・ウィリアムソン     | 開催せず                 | 開催せず           | 開催せず             |
| 7        | B        | ブランズ・ハッチ                               | 8月29日 | 開催せず                   | ビル・ブリンデンスタイン | ジェフ・アーレン   | ジャック・シアーズ   |

## 選手権結果
| ドライバーズランキング | ドライバーズランキング   | ドライバーズランキング   | ドライバーズランキング               | ドライバーズランキング | ドライバーズランキング |
| 順位                   | ドライバー               | 車両                     | チーム                               | クラス                 | ポイント               |
| ---------------------- | ------------------------ | ------------------------ | ------------------------------------ | ---------------------- | ---------------------- |
| 1                      | ジェフ・アーレン         | フォード・ゼファー       | ジェフ・アーレン                     | C                      | 46                     |
| 2                      | ドク・シェパード         | オースチン・A40          |                                      | A                      | 42                     |
| 3                      | レス・レストン           | ライレー 1.5             |                                      | B                      | 38                     |
| 4                      | レン・アダムス           | オースチン・A35          | チーム・スピードウェル               | A                      | 34                     |
| 5                      | ビル・ブリンデンスタイン | ボルクヴァルト・イザベラ |                                      | B                      | 33                     |
| 6                      | ジェフ・ウィリアムソン   | オースチン・A40          | アレクサンダー・エンジニアリング Co. | A                      | 26                     |

## 参照
1. ↑  http://www.btcc.net/html/history_standings.php?season_id=2 Official BTCC 1959 standings.
2. ↑  http://homepage.mac.com/frank_de_jong/Pages/1959%20BSCC.html（左記オリジナルURLの2009.3.11時点のアーカイブ）